# Yali

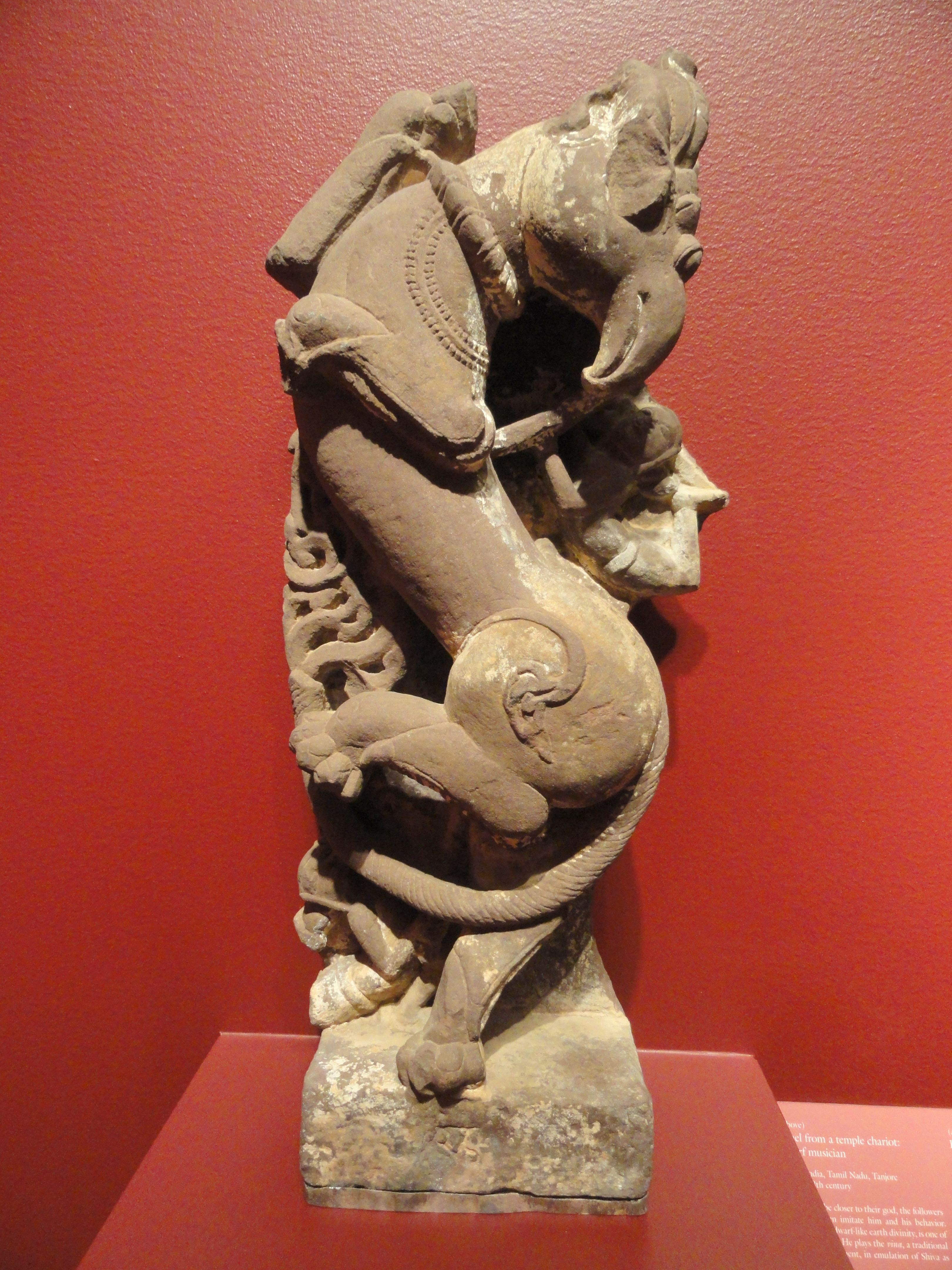
Colonna di arenaria con uno yali (XII-XII secolo)

Yali (pronunciato yaali) è una creatura mitica della mitologia indiana. 
Scolpito sulle colonne di molti templi induisti, la sua figura è molto usata nella scultura indiana meridionale. In sanscrito è noto anche come Vyalam o Sarabham.
Descrizioni e riferimenti agli yali sono molto antichi, ma la sua rappresentazione nell'India meridionale divenne prominente a partire dal XVI secolo. Gli yali sono considerati più potenti dei leoni o degli elefanti.

## Iconografia
Gli yali sono raffigurati con un elegante corpo felino, la testa di un leone, le zanne di un elefante (gaja) e la coda di un serpente. A volte sono posti sul dorso di un makara, un'altra mitica creatura. Immagini o icone sono state scoperte sui muri delle entrate dei templi per proteggere e vigilare sui templi stessi e sulle vie d'accesso. Generalmente sono posizionati su entrambi i lati delle entrate. Nell'India meridionale è molto frequente trovare immagini di yali alle entrate di edifici (come complessi residenziali o commerciali), oltre che dei templi.

## Shiva come Yali
I testi shaivana affermano che il non pacificato Narasiṃha, avatar di Visnù, era controllato e assimilato da Shiva nella forma di Sarabesvara (in sanscrito) o Yaliappar (in tamil). Questa è un'altra prova della superiorità dello yali rispetto al leone. Raffigurazioni si trovano nei templi come Madurai Meenakshji. I Vaishnava si discostano per la posizione subordinata data a Vishnu. Questa forma di Shiva è vista come una delle più potenti manifestazioni del dio.